# The New Classic Tour
The New Classic Tour es la gira debut como artista principal de la rapera australiana Iggy Azalea. La gira promovió su álbum debut, The New Classic. A partir de abril de 2014, la gira tuvo 15 conciertos en América del Norte, con planes para llevar a cabo en varios festivales de música en Europa durante el verano.

## Antecedentes y desarrollo
Azalea anunció la gira a través de Twitter el 24 de febrero de 2014, junto con la liberación de la portada de su próximo álbum. Inicialmente, Azalea inicialmente saldría de gira y lanzar su álbum en septiembre de 2013. Durante una entrevista con Billboard, Azalea declaró que estaba trabajando en el escenario y diseño de su vestuario. Sin embargo, una invitación a abrir shows (en Asia y Australia) para la cantante estadounidense, Beyoncé en su gira del 2013, retrasado los  proyectos.
El tour es patrocinado por Monster Energy y promovido por Live Nation.

## Repertorio
1. «Fuck Love»
2. «Beat Down»
3. «Fire Starter»
4. «Bounce»
5. «My World»
6. «Rolex»
7. «Don't Need Y'all»
8. «Change Your Life»
9. «Pussy»
10. «Murda Bizness»
11. «Drop That Shit»
12. «Booty»
13. «No Mediocre»
14. «Problem»
15. «Black Widow»
16. «Work»
17. «Fancy»

## Shows
| Día                      | Ciudad               | País           | Lugar                                     |
| Norteamérica             | Norteamérica         | Norteamérica   | Norteamérica                              |
| ------------------------ | -------------------- | -------------- | ----------------------------------------- |
| 23 de abril de 2014      | Boston               | Estados Unidos | House of Blues                            |
| 24 de abril de 2014      | Montreal             | Canadá         | Teatro Corona                             |
| 25 de abril de 2014      | Toronto              | Canadá         | Danforth Music Hall                       |
| 26 de abril de 2014      | Detroit              | Estados Unidos | Saint Andrew's Hall                       |
| 27 de abril de 2014      | Chicago              | Estados Unidos | House of Blues                            |
| 2 de mayo de 2014        | Silver Spring        | Estados Unidos | The Fillmore Silver Spring                |
| 3 de mayo de 2014        | Filadelfia           | Estados Unidos | Theatre of Living Arts                    |
| 4 de mayo de 2014        | Nueva York           | Estados Unidos | Music Hall of Williamsburg (Festival)     |
| 5 de mayo de 2014        | Nueva York           | Estados Unidos | Irving Plaza                              |
| 7 de mayo de 2014        | Atlanta              | Estados Unidos | Center Stage Atlanta                      |
| 9 de mayo de 2014        | Los Ángeles          | Estados Unidos | Redbull Sound Space (Festival)            |
| 14 de mayo de 2014       | Santa Ana            | Estados Unidos | The Observatory                           |
| 16 de mayo de 2014       | Los Ángeles          | Estados Unidos | Wiltern Theatre                           |
| 17 de mayo de 2014       | San Diego            | Estados Unidos | House of Blues                            |
| 18 de mayo de 2014       | San Francisco        | Estados Unidos | The Fillmore                              |
| 21 de mayo de 2014       | Vancouver            | Canadá         | Commodore Ballroom                        |
| 22 de mayo de 2014       | Seattle              | Estados Unidos | Neptune Theatre                           |
| 24 de mayo de 2014       | Las Vegas            | Estados Unidos | The Bank Nightclub (Festival)             |
| 30 de mayo de 2014       | Filadelfia           | Estados Unidos | Pier at Penn's Landing (Festival)         |
| 1 de junio de 2014       | East Rutherford      | Estados Unidos | MetLife Stadium (Festival)                |
| 6 de junio de 2014       | Greenwood Village    | Estados Unidos | Fiddler's Green Amphitheatre (Festival)   |
| 14 de junio de 2014      | Bridgeview           | Estados Unidos | Toyota Park (Festival)                    |
| 15 de junio de 2014      | Foxborough           | Estados Unidos | Gillette Stadium (Festival)               |
| Europa                   |                      |                |                                           |
| 21 de junio de 2014      | Londres              | Inglaterra     | Estadio de Wembley (Festival)             |
| Norteamérica             |                      |                |                                           |
| 27 de junio de 2014      | Miami Estados Unidos | Estados Unidos | Fontainebleau Miami Beach (Festival)      |
| Europa                   |                      |                |                                           |
| 4 de julio de 2014       | Londres              | Inglaterra     | Finsbury Park (Festival)                  |
| 6 de julio de 2014       | Birmingham           | Inglaterra     | Perry Park (Festival)                     |
| 11 de julio de 2014      | Frauenfeld           | Suiza          | Openairgelände Festivalgelände (Festival) |
| Norteamérica             |                      |                |                                           |
| 12 de julio de 2014      | Edmonton             | Canadá         | Shaw Conference Centre                    |
| 26 de julio de 2014      | Las Vegas            | Estados Unidos | The Cosmopolitan of Las Vegas             |
| 1 de agosto de 2014      | Chicago              | Estados Unidos | Grant Park (Festival)                     |
| 2 de agosto de 2014      | Toronto              | Canadá         | Downsview Park (Festival)                 |
| 6 de agosto de 2014      | Columbus             | Estados Unidos | LC Pavilion                               |
| 15 de agosto de 2014     | Montreal             | Canadá         | Parque Jean-Drapeau (Festival)            |
| 30 de agosto de 2014     | Los Ángeles          | Estados Unidos | Grand Park (Festival)                     |
| 12 de septiembre de 2014 | Rochester Hills      | Estados Unidos | Meadow Brook Theatre                      |
| Europa                   |                      |                |                                           |
| 17 de septiembre de 2014 | Londres              | Inglaterra     | Shepherd's Bush Empire                    |
| Norteamérica             |                      |                |                                           |
| 19 de septiembre de 2014 | Atlanta              | Estados Unidos | Piedmont Park (Festival)                  |
| 20 de septiembre de 2014 | Las Vegas            | Estados Unidos | MGM Grand Garden Arena (Festival)         |
| 25 de septiembre de 2014 | Baltimore            | Estados Unidos | Pier Six Pavilion                         |
| 26 de septiembre de 2014 | New York             | Estados Unidos | Hudson River Park                         |
| 27 de septiembre de 2014 | Kingston             | Estados Unidos | Ryan Center                               |
| 28 de septiembre de 2014 | Mashantucket         | Estados Unidos | Foxwoods Resort Casino                    |
| 3 de octubre de 2014     | Houston              | Estados Unidos | Bayou Music Center                        |
| 4 de octubre de 2014     | Austin               | Estados Unidos | Zilker Park (Festival)                    |
| 8 de octubre de 2014     | Santa Mónica         | Estados Unidos | Santa Monica Airport (Festival)           |
| 9 de octubre de 2014     | Nashville            | Estados Unidos | Memorial Gymnasium (Festival)             |
| 11 de octubre de 2014    | Austin               | Estados Unidos | Zilker Park (Festival)                    |
| 17 de octubre de 2014    | Minneapolis          | Estados Unidos | TCF Bank Stadium                          |
| 18 de octubre de 2014    | Normal               | Estados Unidos | Universidad Estatal de Illinois           |
| 19 de octubre de 2014    | Milwaukee            | Estados Unidos | The Rave / Eagles Club                    |
| 24 de octubre de 2014    | Los Ángeles          | Estados Unidos | Hollywood Bowl (Festival)                 |